# Cantó de Ville-sur-Tourbe
El cantó de Ville-sur-Tourbe és un cantó francès del departament del Marne, situat al districte de Sainte-Menehould. Té 17 municipis i el cap és Ville-sur-Tourbe.

## Municipis
- Berzieux
- Binarville
- Cernay-en-Dormois
- Fontaine-en-Dormois
- Gratreuil
- Malmy
- Massiges
- Minaucourt-le-Mesnil-lès-Hurlus
- Rouvroy-Ripont
- Saint-Thomas-en-Argonne
- Servon-Melzicourt
- Sommepy-Tahure
- Vienne-la-Ville
- Vienne-le-Château
- Ville-sur-Tourbe
- Virginy
- Wargemoulin-Hurlus

## Història
| Data d'elecció                           | Identitat      | Partit                                  | Qualitat |
| ---------------------------------------- | -------------- | --------------------------------------- | -------- |
| 1945-1976                                | Robert Soudant | MRP, després CD                         |          |
| 1976-                                    | Bernard Rocha  | Divers droite, després RPR, després UMP |          |
| les dades anteriors no són pas conegudes |                |                                         |          |
|                                          |                |                                         |          |

## Demografia
| A partir de 1990: Població sense dobles comptes |